# Ricardo Lagos
Ricardo Froilán Lagos Escobar (født 2. marts 1938 i Santiago Chile) er en chilensk advokat, økonom, socialistisk politiker og Chiles præsident 2000-2006. Lagos var den tredje præsident fra centrum-venstre koalitionen, der har ledet Chile siden 1990. Han blev i 2006 efterfulgt af Michelle Bachelet fra samme koalition.
Lagos er mest kendt for at have åbnet en sidedør i præsidentpaladset Palacio de La Moneda, der havde været lukket siden militærkuppet i 1973. Det var af denne dør, man bar liget af Salvador Allende ud gennem under kampene ved præsidentpaladset. Lagos lagde stor vægt på denne handling, idet den symboliserede, at nu var Chile gået gennem døren til frihed og demokrati.